# Tumtum (judaïsme)

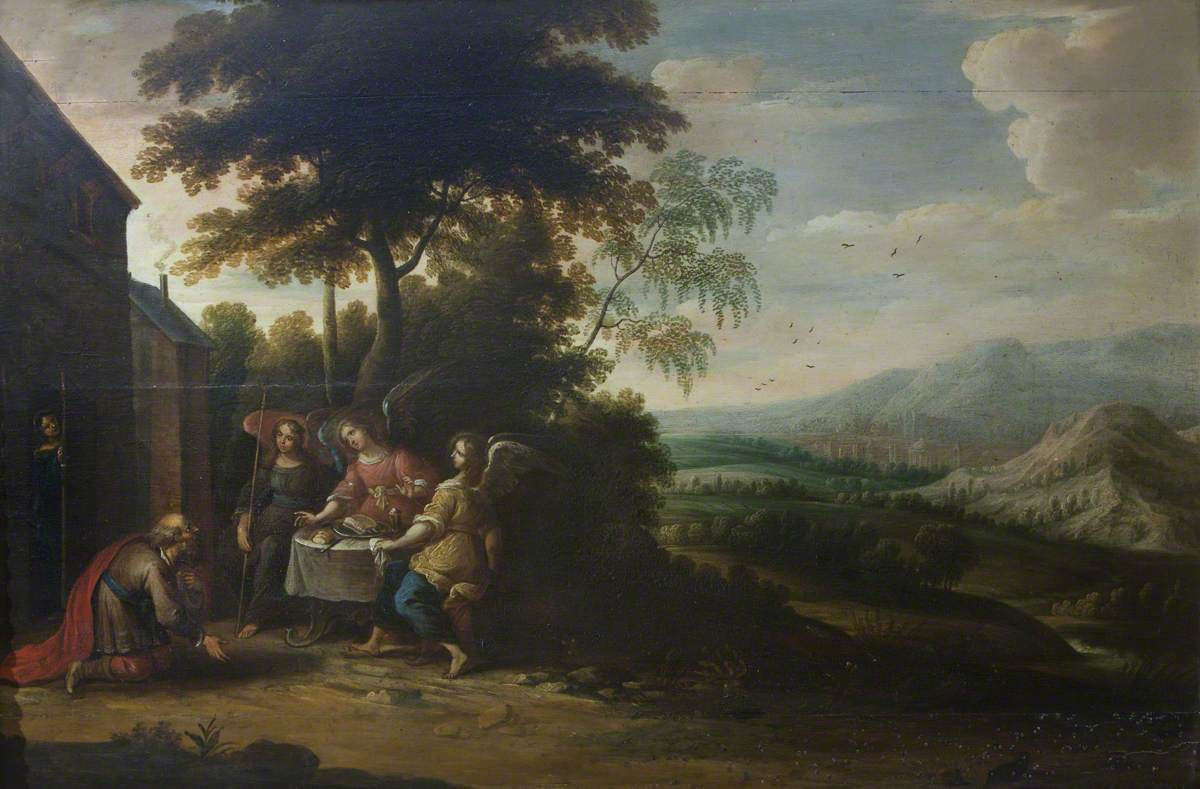
cet image renvoi au pratique traditionnel de la sociétè hebreux.

Tumtum (טומטום en hébreu, qui signifie « caché ») est un terme qui apparaît dans la littérature juïve rabbinique et généralement se réfère à une personne dont le sexe est inconnu, parce que leurs organes génitaux sont couverts ou « cachés ». Même s'ils sont souvent regroupés, le Tumtum a quelques ramifications halakhiques distinctes des Androgynos (אנדרוגינוס), qui ont à la fois des organes génitaux masculins et féminins.
L'anatomie du Tumtum n'est pas claire, mais il semblerait que, selon le commentateur médiéval Rachi, un Tumtum peut avoir des testicules et un pénis.
Le Mishna (Zavim, 2, 1) dit que Tumtum et Androgynos sont à la fois des hommes et des femmes Chumras (en), ce qui signifie que lorsque la loi est plus stricte envers les hommes qu'envers les femmes, ils sont traités comme des hommes, mais quand la loi est plus stricte à l'égard des femmes, ils sont traités comme des femmes.
Tumtum n'est pas défini comme un genre distinct, mais plutôt comme un état de doute.
Nathan ben Yehiel dit dans son livre Aruk (ערך טם) que le mot Tumtum vient du mot Atoum qui signifie bloqué ou couvert.